# 7448 Pöllath
7448 Pöllath è un asteroide della fascia principale. Scoperto nel 1948, presenta un'orbita caratterizzata da un semiasse maggiore pari a 2,3014055 UA e da un'eccentricità di 0,1653292, inclinata di 24,61623° rispetto all'eclittica.
L'asteroide è dedicato a Reinhard Pöllath, professore di diritto fiscale all'Università di Münster.